# Юнацький чемпіонат Європи з футболу (U-17) 2017
Чемпіонат Європи з футболу серед юнаків віком до 17 років 2017 року — шістнадцятий розіграш турніру (після зміни назви), який пройшов у Хорватії з 3 по 19 травня 2017 року. Переможцем вдев'яте стала збірна Іспанії, яка у фіналі у серії післяматчевих пенальті перемогла збірну Англії.

## Кваліфікація
Докладніше:
- Юнацький чемпіонат Європи з футболу (U-17) 2017 (кваліфікаційний раунд)

## Груповий раунд

### Група A
| Поз | Команда   | І | В | Н | П | ГЗ | ГП | РГ | О | Кваліфікація |
| --- | --------- | - | - | - | - | -- | -- | -- | - | ------------ |
| 1   | Іспанія   | 3 | 2 | 1 | 0 | 7  | 4  | +3 | 7 | Плей-оф      |
| 2   | Туреччина | 3 | 2 | 0 | 1 | 8  | 5  | +3 | 6 | Плей-оф      |
| 3   | Італія    | 3 | 1 | 0 | 2 | 3  | 5  | −2 | 3 |              |
| 4   | Хорватія  | 3 | 0 | 1 | 2 | 2  | 6  | −4 | 1 |              |

| 3 травня 2017 13:15 |

| Туреччина              | 2:3      | Іспанія                               |
| ---------------------- | -------- | ------------------------------------- |
| Гюнеш 5' Караахмет 11' | Протокол | С.Гомес 24' Руїс 33' (пен.) Морей 72' |

| Руєвіца, Рієка Глядачів: 300 Арбітр: Домінік Ушан |

| 3 травня 2017 17:45 |

| Хорватія | 0:1      | Італія  |
| -------- | -------- | ------- |
|          | Протокол | Кен 78' |

| Руєвіца, Рієка Глядачів: 4 092 Арбітр: Фабіу Веріссіму |

| 6 травня 2017 13:15 |

| Хорватія  | 1:4      | Туреччина                                 |
| --------- | -------- | ----------------------------------------- |
| Марин 67' | Протокол | Караахмет 18' Гюл 49' Кабак 69' Акгюн 80' |

| Руєвіца, Рієка Глядачів: 1 004 Арбітр: Ніколас Лафорже |

| 6 травня 2017 17:45 |

| Іспанія                          | 3:1      | Італія          |
| -------------------------------- | -------- | --------------- |
| С.Гомес 36' Руїс 68' (пен.), 80' | Протокол | Ніколуссі 80+2' |

| Руєвіца, Рієка Глядачів: 744 Арбітр: Анастасіос Папапетру |

| 9 травня 2017 12:00 |

| Іспанія      | 1:1      | Хорватія   |
| ------------ | -------- | ---------- |
| Бланко 80+1' | Протокол | Чоліна 56' |

| Жукниця, Кострена Глядачів: 1 121 Арбітр: Мохаммед Аль-Хакім |

| 9 травня 2017 12:00 |

| Італія       | 1:2      | Туреччина                 |
| ------------ | -------- | ------------------------- |
| Пеллегрі 15' | Протокол | Караахмет 5' Бабаджан 74' |

| Руєвіца, Рієка Глядачів: 700 Арбітр: Єнс Мае |

### Група B
| Поз | Команда           | І | В | Н | П | ГЗ | ГП | РГ  | О | Кваліфікація |
| --- | ----------------- | - | - | - | - | -- | -- | --- | - | ------------ |
| 1   | Угорщина          | 3 | 2 | 1 | 0 | 8  | 3  | +5  | 7 | Плей-оф      |
| 2   | Франція           | 3 | 2 | 0 | 1 | 11 | 4  | +7  | 6 | Плей-оф      |
| 3   | Шотландія         | 3 | 1 | 1 | 1 | 4  | 3  | +1  | 4 |              |
| 4   | Фарерські острови | 3 | 0 | 0 | 3 | 0  | 13 | −13 | 0 |              |

| 3 травня 2017 12:00 |

| Шотландія                | 2:0      | Фарерські острови |
| ------------------------ | -------- | ----------------- |
| Камерон 59' Ейтчісон 68' | Протокол |                   |

| Лучко, Загреб Глядачів: 511 Арбітр: Донатас Румшас |

| 3 травня 2017 14:00 |

| Угорщина                 | 3:2      | Франція                 |
| ------------------------ | -------- | ----------------------- |
| Чобот 38', 41' Бенче 52' | Протокол | Гуїрі 36', 80+4' (пен.) |

| Радник, Велика Гориця Глядачів: 892 Арбітр: Дімітріос Массіас |

| 6 травня 2017 12:00 |

| Франція                                               | 7:0      | Фарерські острови |
| ----------------------------------------------------- | -------- | ----------------- |
| Гуїрі 1', 10', 33' Какере 4', 46' Піколо 15' Адлі 54' | Протокол |                   |

| Запрешич, Запрешич Глядачів: 712 Арбітр: Єнс Мае |

| 6 травня 2017 16:00 |

| Шотландія  | 1:1      | Угорщина   |
| ---------- | -------- | ---------- |
| Радден 30' | Протокол | Серете 52' |

| Лучко, Загреб Глядачів: 677 Арбітр: Мохаммед Аль-Хакім |

| 9 травня 2017 16:00 |

| Франція        | 2:1      | Шотландія  |
| -------------- | -------- | ---------- |
| Гуїрі 35', 80' | Протокол | Радден 42' |

| Радник, Велика Гориця Глядачів: 511 Арбітр: Ніколас Лафорже |

| 9 травня 2017 16:00 |

| Фарерські острови | 0:4      | Угорщина                                          |
| ----------------- | -------- | ------------------------------------------------- |
|                   | Протокол | Торвунд 24' Собослаї 26', 48' Едмундссон 29' (аг) |

| Лучко, Загреб Глядачів: 409 Арбітр: Фран Йович |

### Група C
| Поз | Команда              | І | В | Н | П | ГЗ | ГП | РГ  | О | Кваліфікація |
| --- | -------------------- | - | - | - | - | -- | -- | --- | - | ------------ |
| 1   | Німеччина            | 3 | 3 | 0 | 0 | 15 | 1  | +14 | 9 | Плей-оф      |
| 2   | Ірландія             | 3 | 1 | 0 | 2 | 2  | 9  | −7  | 3 | Плей-оф      |
| 3   | Боснія і Герцеговина | 3 | 1 | 0 | 2 | 2  | 7  | −5  | 3 |              |
| 4   | Сербія               | 3 | 1 | 0 | 2 | 2  | 4  | −2  | 3 |              |

| 4 травня 2017 12:00 |

| Німеччина                            | 5:0      | Боснія і Герцеговина |
| ------------------------------------ | -------- | -------------------- |
| Май 2' Кейтель 16' Арп 50', 51', 62' | Протокол |                      |

| Жукниця, Кострена Глядачів: 1 192 Арбітр: Ніколас Лафорже |

| 4 травня 2017 16:30 |

| Сербія     | 1:0      | Ірландія |
| ---------- | -------- | -------- |
| Гаврич 72' | Протокол |          |

| Жукниця, Кострена Глядачів: 482 Арбітр: Анастасіос Папапетру |

| 7 травня 2017 12:00 |

| Німеччина                               | 3:1      | Сербія                |
| --------------------------------------- | -------- | --------------------- |
| Абушабака 7' (пен.) Єбоа 39' Маєчак 61' | Протокол | Ступаревич 75' (пен.) |

| Жукниця, Кострена Глядачів: 587 Арбітр: Домінік Ушан |

| 7 травня 2017 16:30 |

| Ірландія                | 2:1      | Боснія і Герцеговина |
| ----------------------- | -------- | -------------------- |
| Роач 7' Айда 29' (пен.) | Протокол | В'єштиця 13'         |

| Жукниця, Кострена Глядачів: 500 Арбітр: Фабіу Веріссіму |

| 10 травня 2017 12:00 |

| Ірландія | 0:7      | Німеччина                                                               |
| -------- | -------- | ----------------------------------------------------------------------- |
|          | Протокол | Абушабака 8' Арп 15', 45', 49' О'Коннор 21' (аг) Авуку 73' Готтманн 76' |

| Руєвіца, Рієка Глядачів: 434 Арбітр: Фабіу Веріссіму |

| 10 травня 2017 12:00 |

| Боснія і Герцеговина | 1:0      | Сербія |
| -------------------- | -------- | ------ |
| Імамович 80'         | Протокол |        |

| Жукниця, Кострена Глядачів: 504 Арбітр: Донатас Румшас |

### Група D
| Поз | Команда    | І | В | Н | П | ГЗ | ГП | РГ | О | Кваліфікація |
| --- | ---------- | - | - | - | - | -- | -- | -- | - | ------------ |
| 1   | Англія     | 3 | 3 | 0 | 0 | 10 | 1  | +9 | 9 | Плей-оф      |
| 2   | Нідерланди | 3 | 1 | 1 | 1 | 3  | 5  | −2 | 4 | Плей-оф      |
| 3   | Україна    | 3 | 1 | 0 | 2 | 2  | 5  | −3 | 3 |              |
| 4   | Норвегія   | 3 | 0 | 1 | 2 | 3  | 7  | −4 | 1 |              |

| 4 травня 2017 12:00 |

| Нідерланди        | 1:0      | Україна |
| ----------------- | -------- | ------- |
| Ель-Буахатауї 61' | Протокол |         |

| Стадіон св. Йосипа Радника, Загреб Глядачів: 881 Арбітр: Єнс Мае |

| 4 травня 2017 14:00 |

| Норвегія    | 1:3      | Англія                     |
| ----------- | -------- | -------------------------- |
| Геї 8' (аг) | Протокол | Брюстер 10', 35' Фоден 78' |

| Радник, Велика Гориця Глядачів: 713 Арбітр: Мохаммед Аль-Хакім |

| 7 травня 2017 14:00 |

| Англія                                        | 4:0      | Україна |
| --------------------------------------------- | -------- | ------- |
| Макекран 20' Брюстер 32' Санчо 36' Барлоу 69' | Протокол |         |

| Стадіон св. Йосипа Радника, Загреб Глядачів: 663 Арбітр: Донатас Румшас |

| 7 травня 2017 17:45 |

| Нідерланди                              | 2:2      | Норвегія                |
| --------------------------------------- | -------- | ----------------------- |
| Абухляль 11' Ель-Буахатауї 80+2' (пен.) | Протокол | Ларсен 50' Стеневік 55' |

| Радник, Велика Гориця Глядачів: 699 Арбітр: Дімітріос Массіас |

| 10 травня 2017 16:00 |

| Англія                                | 3:0      | Нідерланди |
| ------------------------------------- | -------- | ---------- |
| Санчо 23', 48' (пен.) Гадсон-Одой 80' | Протокол |            |

| Запрешич, Запрешич Глядачів: 1 054 Арбітр: Анастасіос Папапетру |

| 10 травня 2017 16:00 |

| Україна               | 2:0      | Норвегія |
| --------------------- | -------- | -------- |
| Кащук 78' Холод 80+1' | Протокол |          |

| Стадіон св. Йосипа Радника, Загреб Глядачів: 719 Арбітр: Домінік Ушан |

## Плей-оф

### Чвертьфінали
Переможці пройшли до півфіналів та кваліфікувались на Юнацький чемпіонат світу з футболу 2017, а двоє невдах із кращими показниками пройшли до плей-оф за вихід на Юнацький чемпіонат світу з футболу 2017.
| 12 травня 2017 12:00 |

| Угорщина | 0:1      | Туреччина      |
| -------- | -------- | -------------- |
|          | Протокол | Чонка 20' (аг) |

| Радник, Велика Гориця Глядачів: 897 Арбітр: Донатас Румшас |

| 12 травня 2017 17:45 |

| Іспанія                               | 3:1      | Франція  |
| ------------------------------------- | -------- | -------- |
| Морей 17' Руїс 35' (пен.) С.Гомес 56' | Протокол | Гуїрі 9' |

| Вартекс, Вараждин Глядачів: 5 163 Арбітр: Фран Йович |

| 13 травня 2017 12:00 |

| Англія    | 1:0      | Ірландія |
| --------- | -------- | -------- |
| Санчо 13' | Протокол |          |

| Радник, Велика Гориця Глядачів: 879 Арбітр: Ніколас Лафорже |

| 13 травня 2017 17:45 |

| Німеччина             | 2:1      | Нідерланди     |
| --------------------- | -------- | -------------- |
| Абушабака 66' Арп 79' | Протокол | Абухляль 40+1' |

| Запрешич, Запрешич Глядачів: 1 013 Арбітр: Мохаммед Аль-Хакім |

### Плей-оф за вихід наЮнацький чемпіонат світу з футболу 2017
Переможці кваліфікувались на Юнацький чемпіонат світу з футболу 2017.
| 16 травня 2017 12:00 |

| Угорщина | 0:1      | Франція   |
| -------- | -------- | --------- |
|          | Протокол | Гуїрі 26' |

| Стадіон св. Йосипа Радника, Загреб Глядачів: 950 Арбітр: Анастасіос Папапетру |

### Півфінали
| 16 травня 2017 17:45 |

| Туреччина     | 1:2      | Англія                    |
| ------------- | -------- | ------------------------- |
| Кесґін 40+13' | Протокол | Гадсон-Одой 11' Санчо 37' |

| Запрешич, Запрешич Глядачів: 1 292 Арбітр: Фабіу Веріссіму |

| 16 травня 2017 20:30 |

| Іспанія                                  | 0:0      | Німеччина                    |
| ---------------------------------------- | -------- | ---------------------------- |
|                                          | Протокол |                              |
|                                          | Пенальті |                              |
| Руїс · Морей · Сеговія · Чуст · Гільямон | 4:2      | Маєчак · Арп · Май · Кейтель |

| Вартекс, Вараждин Глядачів: 4 581 Арбітр: Домінік Ушан |

### Фінал
| 19 травня 2017 20:00 |

| Іспанія                       | 2:2      | Англія                        |
| ----------------------------- | -------- | ----------------------------- |
| Морей 38' Діас 90+6'          | Протокол | Гадсон-Одой 18' Фоден 58'     |
|                               | Пенальті |                               |
| Руїс · Морей · С.Гомес · Чуст | 4:1      | Барлоу · Брюстер · Латібодієр |

| Вартекс, Вараждин Глядачів: 8 187 Арбітр: Єнс Мае |